# Institut français de finance islamique
Pour les articles homonymes, voir IFFI.
L’Institut français de finance islamique est une organisation  ayant pour but la promotion et accompagnement du mouvement de la finance islamique, en France et dans le monde, ainsi que de faire de Paris une place financière plus ouverte à cette industrie par la mobilisation des investisseurs islamiques en faveur des entreprises et des collectivités territoriales françaises.
Créé le 9 décembre 2009, il est présidé par Hervé de Charette, ancien ministre des Affaires étrangères et président de la Chambre de commerce franco-arabe. À sa création l'Institut a signé un accord de partenariat avec la Banque islamique de développement (BID).